# Circonscription de Merto Lemariam
La circonscription de Merto Lemariam est une des 135 circonscriptions législatives de l'État fédéré Amhara, elle se situe dans la Zone Est Godjam. Sa représentante actuelle est Ayehuat Assefa Chekol.